# Amtsgericht Schwetzingen

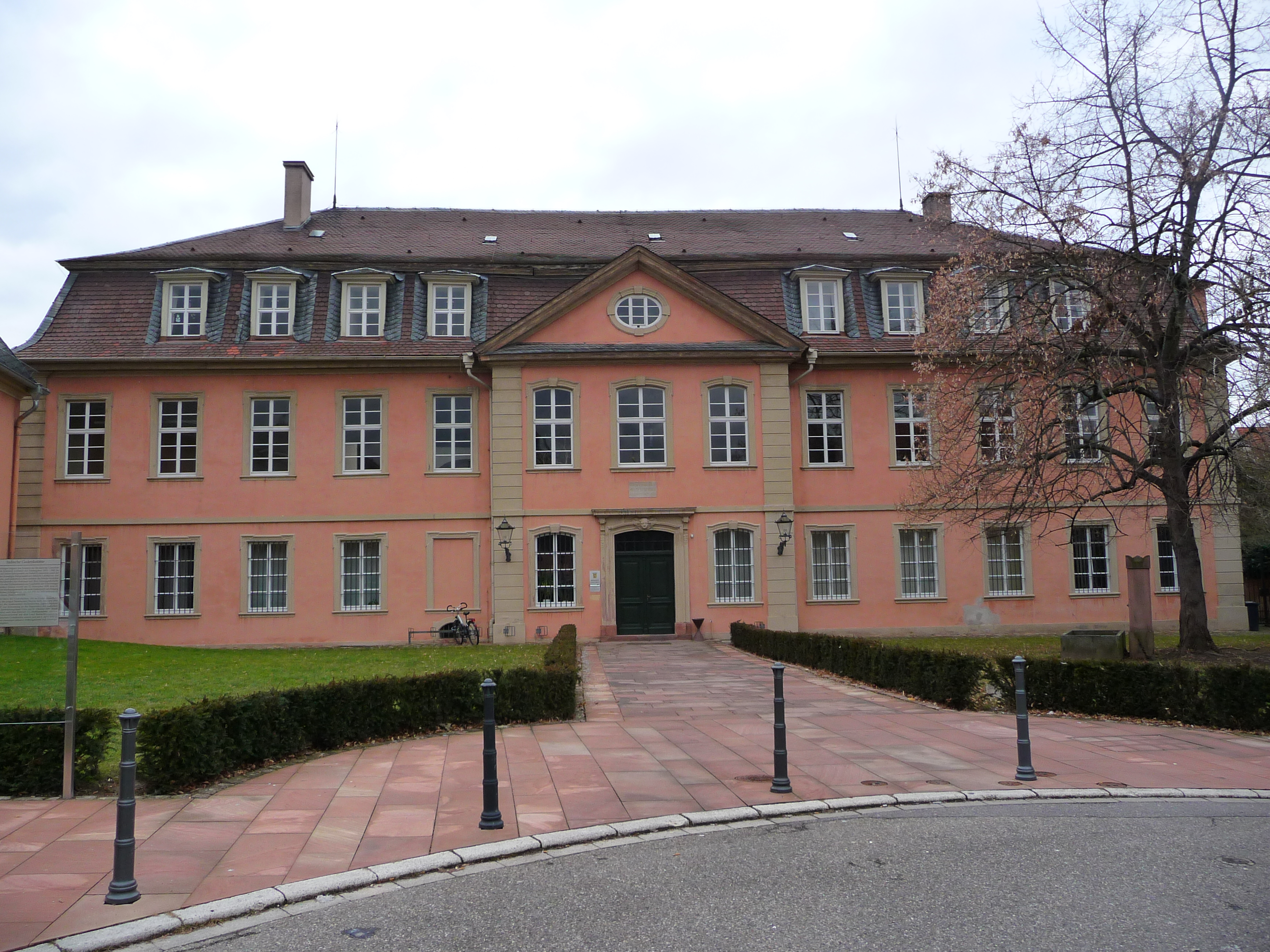
Amtsgericht Schwetzingen

Das Amtsgericht Schwetzingen ist ein Gericht der ordentlichen Gerichtsbarkeit in Baden-Württemberg. Es ist eines von drei Amtsgerichten im Bezirk des Landgerichts Mannheim.

## Gerichtsbezirk und Zuständigkeit
Das Amtsgericht hat seinen Sitz in Schwetzingen. Der Gerichtsbezirk umfasst den Südteil des ehemaligen Landkreises Mannheim mit Brühl, Ketsch, Hockenheim, Altlußheim, Neulußheim, Reilingen, Oftersheim, Plankstadt und Schwetzingen. 2007 lebten 109.538 Menschen in dem Bezirk.
Das Amtsgericht Schwetzingen ist innerhalb seines Gerichtsbezirks für Zivil-, Familien- und Strafsachen als erstinstanzliches Gericht zuständig. Es ist zuständig für Vollstreckungssachen und führt das Vereins- und Güterrechtsregister.

## Instanzenzug
Dem Amtsgericht direkt übergeordnet ist das Landgericht Mannheim, das zum Bezirk des Oberlandesgerichts Karlsruhe gehört.

## Geschichte
Mit dem Übergang Schwetzingens von der Kurpfalz an Baden 1803 wurde das Amt Schwetzingen gegründet, das die erste Instanz in Gerichtssachen übernahm. 1857 wurde in Baden die Trennung von Verwaltung und Justiz vollzogen und das Amtsgericht Schwetzingen gegründet. Räumlich war es noch im Amtsgebäude am Schloßplatz Nr. 4 untergebracht, ehe 1863 der Südflügel des Schwetzinger Schlosses bezogen wurde. Bereits 1878 zog es wegen Raumnot in das Prinzenhaus. Aufgrund des Personalzuwachses wurden 1978 das Notariat und 1986 das Familiengericht ausgelagert. 1980 wechselte Barbara Just-Dahlmann zum Amtsgericht Schwetzingen und wurde als erste Frau in Baden-Württemberg Direktorin eines Amtsgerichts.

## Gebäude
Das Gebäude des Amtsgerichts wurde 1725 während der Zeit von Kurfürst Carl Philipp als Prinzenhaus beim Schwetzinger Schloss erbaut. Ab 1753 diente es als Gesandtenhaus. Dort wohnten unter anderen Nicolas de Pigage, Friedrich Ludwig Sckell, Johann Michael Zeyher, Friedrich Wilhelm von Brand und Andreas von Riaucour. Der Dichter Johann Peter Hebel verstarb hier 1826.
Das Notariat und das Familiengericht befinden sich in einer Außenstelle in der Marstallstraße.